# Villa Cuxhavener Straße 14

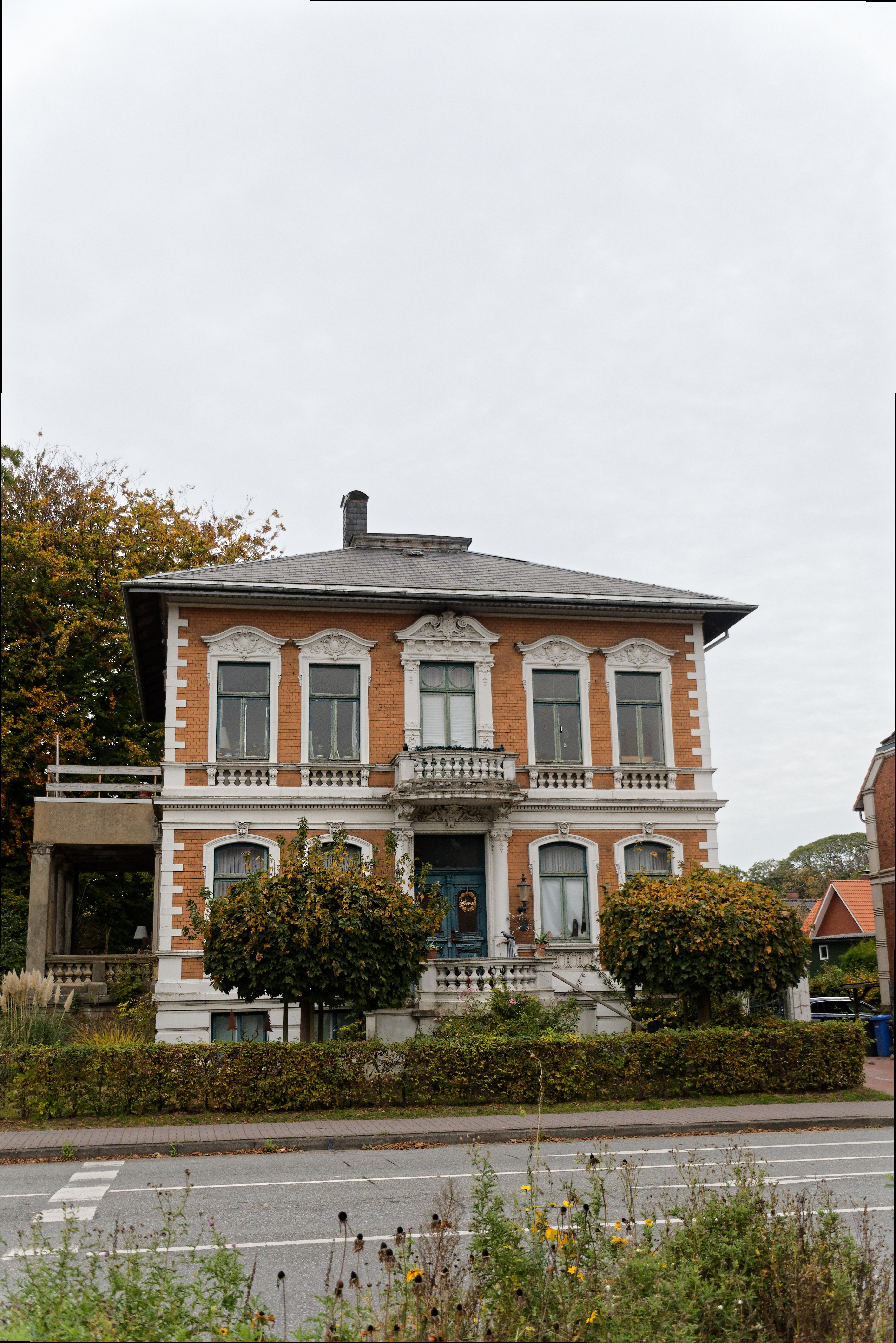
Die Villa in der Cuxhavener Straße

Die Villa Cuxhavener Straße 14 in der niedersächsischen Samtgemeinde Land Hadeln, Gemeinde Otterndorf im Landkreis Cuxhaven, wurde im Jahr 1900 errichtet. Aktuell (2024) wird sie als Wohnhaus genutzt.
Das Gebäude steht unter Denkmalschutz (siehe auch Liste der Baudenkmale in Otterndorf).

## Geschichte und Beschreibung
Otterndorf war der Hauptort des Landes Hadeln. 1400 erhielt er von Herzog Erich IV. von Sachsen-Lauenburg das Stadtrecht. Am Ende des 19. Jahrhunderts fand eine Süderweiterung des Zentrums mit bedeutsamen Gebäuden statt. Das denkmalgeschützte Ensemble um Cuxhavener Straße und Bahnhofsstraße umfasst die Gebäude Post, Schule und Turnhalle, Wohnhäuser, eine Villa und eine Bank.
Das zweigeschossige traufständige historisierende verklinkerte Gebäude auf hohem Sockel mit schiefergedecktem Walmdach wurde 1900 (Inschrift) für den Deutsch-Amerikaner Walter Harms gebaut. Die symmetrische Straßenfassade mit reicher neubarocker Putzornamentik an den Ecken und um die Fenster hat mittig den von zwei Säulen begleiteten Eingang mit einer neunstufigen Freitreppe und darüber einen repräsentativen Balkon in halbrunder Form. Seitlich wurde unmaßstäblich eine Veranda mit Balkon angefügt.
Eine hintere eingeschossige verputzte Remise von 1900 mit Drempel, Mezzaningeschoss, schiefergedecktem flachen Walmdach und östlichem Seitenrisalit mit Krüppelwalmdach ist auch denkmalgeschützt. Sie wird nach Umbauten heute als Wohnhaus genutzt.
Das Landesdenkmalamt befand u. a.: „… neubarocke Ornamentik, gepaart mit backsteinsichtigen Bereichen bestimmen die symmetrisch gestaltete straßenseitige Fassade …“